# Kostis Khatzidakis
Konstantinos (Kostis) Khatzidakis (en grec: Κωνσταντίνος (Κωστής) Χατζηδάκης; nascut el 20 d'abril de 1965 a Rethymno) és un polític grec del partit Nova Democràcia.
Va ser triat membre del Parlament Europeu per Nova Democràcia (part del Partit Popular Europeu) a les eleccions europees de 1994, 1999 i 2004. En l'elecció legislativa grega de 2007 va ser elegit diputat al Parlament grec per una circumscripció d'Atenes, i en conseqüència va renunciar al Parlament Europeu. Va exercir com a Ministre de Transports i Comunicacions 2007-2009 i després com a Ministre de Foment el 2009.
El 15 de desembre de 2010, en sortir el parlament durant la vaga general grega, va ser emboscat pels manifestants enfadats amb el seu paper en el desencadenament de la crisi del deute de 2010 i va ser perseguit i colpejat per desenes de manifestants.